# Dennis Washington
Dennis R. Washington, född 27 juli 1934, är en amerikansk affärsman, entreprenör, företagsledare och investerare.
Han kontrollerar det privata förvaltningsbolaget The Washington Companies, som har intressen i gruvdrift, järnväg, miljösanering, sjöfart, skeppsvarv och tillverkning av virveldämpare samt underhåll av luftfart.
Den amerikanska ekonomitidskriften Forbes rankade Washington till att vara världens 428:e rikaste med en förmögenhet på 6,6 miljarder amerikanska dollar för den 9 oktober 2021.
Han äger och har ägt flera motoryachter däribland superyachten Attessa och megayachten Attessa IV.